# Juan Antonio Tomé Paule
Juan Antonio Tomé Paule, (Pozuelo de Zarzón, España, 1933) es un escritor en extremeño y español, integrado durante toda su vida del periódico Hoy, autor de Un mundo cambiáu.

## Biografía
Juan Antonio Tomé trabajó como maestro de escuela en Gata durante dos años y más de cuarenta en Hoyos. También fue corresponsal del periódico extremeño Hoy desde el año 1954. Actualmente, reside en la villa de Hoyos.
A Juan Antonio le gustaba escribir desde niño, tanto en castellano como en extremeño. Colaboró en distintas publicaciones, destacando su labor para el periódico Hoy.
Consiguió premios y galardones en certámenes poéticos en diferentes lugares de la geografía. Su Un mundo cambiáu, ganó el accésit del concurso poético «Ruta de la Plata» en la categoría de habla popular.